# Lunic
 (avril 2025).
Lunic, de son vrai nom N'Guessan Jean Jacques est un artiste chanteur,, compositeur ivoirien qui évolue dans le registre zouglou. Il est titulaire d’un Brevet de Technicien Supérieur (BTS) en gestion commerciale. Dès 1995, il commence sa carrière musicale en tant qu’artiste rappeur, puis se convertit en  2005  en artiste zouglou.

## Biographie
Lunic sort son premier album intitulé Mono Yako, ensuite  son deuxième album Gratitude en 2008, le révélant ainsi au public ivoirien avec des titres dont les principaux sont Nayou, Golet, Ami, On s'en fout.
Parti en France à cause de la crise post-électorale de 2011, il revient au pays après plusieurs années d’absence où il essaie tant bien que mal de se fondre dans le paysage musical ivoirien pour se rapprocher de ses fans en signant son retour avec on sait mais on fait le 14 Février 2016. Ensuite suivra la chanson l’enfant béni, et solde  son retour artistique dans l'histoire de la musique ivoirienne par Abidjan est risqué.

## Affaires judiciaires
Lunic est mis aux arrêts le lundi 15 mars 2021 pour usage de faux papiers. En effet il est arrêté à l'aéroport Félix Houphouët-Boigny avec un faux passeport français en voulant rejoindre la France. Il est ensuite présenté le vendredi 19 mars à un juge d’instruction où il est condamné à 2 mois de prison à la Maison d'Arrêt et de Correction d'Abidjan. il justifie cet acte par le fait que son fils de 3 ans en France, né avec une malformation devait se faire opérer et qu'il devait urgemment donner son accord.

## Discographie
Il fait sortir plusieurs singles entre 2008 et 2020 avec deux (02) albums.
- 2008: Nayou, Golet, Ami, On s'en fou

- 2009: Vrais propriétaire,
- 2016: Enfant béni

- 2017: Abidjan est risqué
- 2018: Illusion, GPP, On danse
- 2019: Ferme la  bouche
- 2020: Trou 2 crabe

Ses albums sont : Mono Yako et Gratitude